# Одеський навчальний округ
Одеський навчальний округ був створений у 1832 році, одночасно з Київським навчальним округом. До складу округи увійшли Бессарабська, Катеринославська, Таврійська та Херсонська губернії. Офіційне друковане видання — «Циркуляр з управління Одеським навчальним округом» (1864—1917).

## Попечителі
- 1832—1837 Никифор Федорович Покровський
- 1837—1844 Дмитро Максимович Княжевич
- 1844—1846 Олександр Григорович Петров
- 1846—1847 Григорій Петрович Волконський
- 1848—1853 Михайло Миколайович Бугайский
- 1853—1856 Павло Григорович Демидов [2]
- 1856—1858 Микола Іванович Пирогов [3]
- 1858—1859 Микола Романович Ребіндер
- 1859—1861 Матвій Матвійович Могилянський
- 1862—1866 Адам Антонович Арцимович
- 1866—1867 Іван Дмитрович Соколов
- 1867—1880 Сергій Платонович Голубцов [4]
- 1880—1885 Петро Олексійович Лаврівський
- 1885—1906 Хрисанф Петрович Сольський
- 1906—1907 Олександр Олексійович Мусін-Пушкін
- 1908—1913 Олексій Іванович Щербаков
- 1913—1915 Володимир Миколайович Смольянинов
- 1916—1917 Павло Миколайович Соковнін

## Статистика
Станом на 1915 рік Одеський навчальний округ налічував 9,978 закладів усіх типів, у яких навчалося загалом 820,825 учнів, в тому числі початкових шкіл 8,423 з числом учнів 681,540. У розподілі на адміністративно-територіальні складові округу:
- Бессарабська губернія: навчальних закладів — 1,784, учнів — 123,726.
- Катеринославська губернія: навчальних закладів — 2,593, учнів — 250,704.
- Таврійська губернія: навчальних закладів — 2,242, учнів — 163,011.
- Херсонська губернія: навчальних закладів — 3,359, учнів — 283,384.

Розподіл учнів за типами навчальних закладів (у чисельнику — кількість учнів, у знаменнику — число навчальних закладів).
| Тип закладу                                                 | 1             | 2             | 3             | 4             |
| ----------------------------------------------------------- | ------------- | ------------- | ------------- | ------------- |
| Вищі навчальні заклади                                      |               |               |               |               |
| Педагогічні                                                 |               |               |               | 770 1         |
| Медичні                                                     |               |               |               | 280 1         |
| Технічні                                                    |               | 500 1         |               |               |
| Художні                                                     |               |               |               | 958 1         |
| Середні навчальні заклади                                   |               |               |               |               |
| Гімназії, прогімназії, інститути та ліцеї                   | 7,184 26      | 14,161 43     | 11,734 40     | 13,798 76     |
| Реальні училища                                             | 1,010 4       | 1,577 4       | 2,096 7       | 1,651 8       |
| Духовні                                                     | 1,925 5       | 1,601 6       | 748 3         | 882 3         |
| Педагогічні                                                 | 331 7         | 777 15        | 1,082 10      | 418 7         |
| Медичні                                                     | 144 2         | 140 1         |               | 296 3         |
| Військові                                                   |               |               |               | 723 4         |
| Морські                                                     |               |               | 96 2          | ? 1           |
| Лісничі та сільськогосподарські                             | 451 5         | 248 3         | 360 4         | 77 2          |
| Технічні та ремісничі                                       | 236 3         | 1,510 13      | 1,709 20      | 1,790 13      |
| Комерційні, торговельні та промислові                       | 459 3         | 4,145 12      | 1,191 10      | 1,354 8       |
| Художні                                                     | 331 2         | 300 1         | 145 2         | 639 3         |
| Межові, таксаторські топографічні                           |               | 54 1          |               |               |
| Професійні                                                  |               |               | 262 2         | 1,387 8       |
| Приватні навчальні заклади і при церквах іноземних вірувань | 3,392 51      | 9,681 96      | 3,910 62      | 23,547 280    |
| Інші навчальні заклади                                      |               |               |               |               |
| Училища сліпих і глухонімих                                 |               |               | ? 1           |               |
| Релігійні нехристиянські                                    | 6,243 181     | 3,488 185     | 2,465 70      | 2,952 232     |
| Початкові навчальні заклади                                 |               |               |               |               |
| Нижчі                                                       | 102,020 1,495 | 212,522 2,212 | 137,213 2,009 | 229,785 2,707 |

Примітка. Цифрами у шпальтах таблиці позначені адміністративно-територіальні складові навчального округу:
- 1 — Бессарабська губернія
- 2 — Катеринославська губернія
- 3 — Таврійська губернія
- 4 — Херсонська губернія

## Див.  також
- Навчальні округи Російської імперії
- Одеський університет
- Київський навчальний округ
- Харківський навчальний округ